# Сен-Зашари (Вар)
Сен-Зашари́ (фр. Saint-Zacharie) — коммуна на юго-востоке Франции в регионе Прованс — Альпы — Лазурный берег, департамент Вар, округ Бриньоль, кантон Сен-Сир-сюр-Мер.
Площадь коммуны — 27,02 км², население — 4776 человек (2006) с выраженной тенденцией к росту: 5013 человек (2012), плотность населения — 186,0 чел/км².

## Население
Население коммуны в 2011 году составляло — 4972 человека, а в 2012 году — 5013 человек.
| 1962 | 1968 | 1975 | 1982 | 1990 | 1999 | 2006 | 2011 | 2012 |
| ---- | ---- | ---- | ---- | ---- | ---- | ---- | ---- | ---- |
| 1358 | 1499 | 1532 | 2206 | 3224 | 4184 | 4776 | 4972 | 5013 |

Динамика населения:

## Экономика
В 2010 году из 3218 человек трудоспособного возраста (от 15 до 64 лет) 2363 были экономически активными, 855 — неактивными (показатель активности 73,4 %, в 1999 году — 70,4 %). Из 2363 активных трудоспособных жителей работали 2144 человека (1111 мужчин и 1033 женщины), 219 числились безработными (105 мужчин и 114 женщин). Среди 855 трудоспособных неактивных граждан 281 были учениками либо студентами, 330 — пенсионерами, а ещё 244 — были неактивны в силу других причин.
На протяжении 2010 года в коммуне числилось 1833 облагаемых налогом домохозяйства, в которых проживало 4449,5 человек. При этом медиана доходов составила 21 868 евро на одного налогоплательщика.